# Heistraat (Oosterhout)
Heistraat is een gehucht  in de Nederlandse gemeente Oosterhout. Het ligt ten oosten van de A27 en ten zuiden van de kern Oosteind.
Stad: Oosterhout      Dorpen: Den Hout · Dorst · Oosteind

Buurtschappen: Baarschot · Eind van den Hout · Groenendijk · Heikant · Heistraat · Hespelaar · Seters · Steenoven · Ter Aalst · Vijfhuizen · Vrachelen

Noord-Brabant: Steden en dorpen      Nederland: Provincies · Gemeenten